# Liste des chefs du gouvernement de Cuba
Voici la liste des chefs du gouvernement de Cuba, depuis la création du poste de Premier ministre le 10 octobre 1940, devenu président du Conseil des ministres le 3 décembre 1976, puis de nouveau Premier ministre en 2019.
| Nom                                             | Début du mandat  | Fin du mandat    | Parti politique                   |
| ----------------------------------------------- | ---------------- | ---------------- | --------------------------------- |
| Premiers ministres                              |                  |                  |                                   |
| Carlos Saladrigas                               | 10 octobre 1940  | 16 août 1942     | Coalition démocratique socialiste |
| Ramón Zaydín                                    | 16 août 1942     | 16 mars 1944     | Coalition démocratique socialiste |
| Anselmo Alliegro y Milá                         | 16 mars 1944     | 10 octobre 1944  | Coalition démocratique socialiste |
| Félix Lancís Sánchez                            | 10 octobre 1944  | 13 octobre 1945  | Parti authentique                 |
| Carlos Prío Socarrás                            | 13 octobre 1945  | 1er mai 1947     | Parti authentique                 |
| Raúl López del Castillo                         | 1er mai 1947     | 10 octobre 1948  | Parti authentique                 |
| Manuel Antonio de Varona y Loredo               | 10 octobre 1948  | 6 octobre 1950   | Parti authentique                 |
| Félix Lancís Sánchez                            | 6 octobre 1950   | 1er octobre 1951 | Parti authentique                 |
| Óscar Gans                                      | 1er octobre 1951 | 10 mars 1952     | Parti d'action unie               |
| Fulgencio Batista                               | 10 mars 1952     | 4 avril 1952     | militaire                         |
| Poste vacant                                    | 4 avril 1952     | 14 août 1954     |                                   |
| Andrés Domingo y Morales del Castillo (intérim) | 14 août 1954     | 24 février 1955  | Indépendant                       |
| Jorge García Montes                             | 24 février 1955  | 26 mars 1957     | Parti d'action progressive        |
| Andrés Rivero Agüero                            | 26 mars 1957     | 6 mars 1958      | Parti d'action progressive        |
| Emilio Núñez Portuondo                          | 6 mars 1958      | 12 mars 1958     | Parti d'action progressive        |
| Gonzalo Güell                                   | 12 mars 1958     | 1er janvier 1959 | Parti d'action progressive        |
| José Miró Cardona                               | 5 janvier 1959   | 13 février 1959  | Indépendant                       |
| Fidel Castro                                    | 16 février 1959  | 2 décembre 1976  | Parti communiste de Cuba          |
| Présidents du Conseil des ministres             |                  |                  |                                   |
| Fidel Castro                                    | 3 décembre 1976  | 24 février 2008  | Parti communiste de Cuba          |
| Raúl Castro                                     | 24 février 2008  | 19 avril 2018    | Parti communiste de Cuba          |
| Miguel Díaz-Canel                               | 19 avril 2018    | 21 décembre 2019 | Parti communiste de Cuba          |
| Premiers ministres                              |                  |                  |                                   |
| Manuel Marrero Cruz                             | 21 décembre 2019 | en fonction      | Parti communiste de Cuba          |